# Bobe (Foho-Ai-Lico)
Bobe ist eine osttimoresische Siedlung im Suco Foho-Ai-Lico (Verwaltungsamt Hato-Udo, Gemeinde Ainaro).

## Geographie und Einrichtungen
Das Dorf befindet sich im Osten der Aldeia Ainaro-Quic auf einer Meereshöhe von 52 m. Nördlich liegt der Weiler Fatukabelak, südwestlich das Dorf Aimorbada und südlich der Weiler Gulala. Eine weitere Straße geht in Richtung Nordwesten zum Dorf Akadirularan. Östlich von Bobe fließt der Caraulun, der Grenzfluss zum Suco Betano, westlich der Ukasa.
Bobe teilt sich in mehrere Ortsteile. Im Norden das eigentliche Bobe, im Zentrum Akarlaran und im Süden Karsabar. Im Ortsteil Bobe befinden sich die Grundschule und die Kapelle von Bobe. Das Hospital Bobe und der Sitz der Aldeia Ainaro-Quic stehen in Akarlaran.